# Кампиоли, Филиппо
Филиппо Кампиоли (итал. Filippo Campioli; род. 21 февраля 1982, Модена, Эмилия-Романья) — итальянский легкоатлет, специалист по прыжкам в высоту. Выступал на профессиональном уровне в 2001—2016 годах, многократный победитель и призёр первенств национального значения, участник летних Олимпийских игр в Пекине.

## Биография
Филиппо Кампиоли родился 21 февраля 1982 года в Модене, Эмилия-Романья.
Впервые заявил о себе на международном уровне в сезоне 2001 года, когда вошёл в состав итальянской сборной и выступил в прыжках в высоту на юниорском европейском первенстве в Гроссето.
В 2003 году в той же дисциплине занял девятое место на молодёжном европейском первенстве в Быдгоще.
В 2007 году принял участие в чемпионате Европы в помещении в Бирмингеме, одержал победу на чемпионате Италии в Падове, стал четвёртым на Всемирных военных играх в Хайдарабаде.
В 2008 году на соревнованиях в Нови-Саде установил личный рекорд в прыжках в высоту в помещении — 2,30 метра. Также превзошёл всех соперников на зимнем чемпионате Италии в Генуе, выступил на чемпионате мира в помещении в Валенсии. На домашнем турнире в Формии установил личный рекорд на открытом стадионе — 2,30 метра. Был лучшим на летнем чемпионате Италии в Кальяри. Благодаря череде удачных выступлений удостоился права защищать честь страны на летних Олимпийских играх в Пекине — в финале прыгнул на 2,20 метра, закрыв десятку сильнейших.
После пекинской Олимпиады Кампиоли остался действующим спортсменом и продолжил принимать участие в крупнейших международных турнирах. Так, в 2009 году среди прочего он занял четвёртое место на чемпионате Европы в помещении в Турине и на Средиземноморских играх в Пескаре.
В 2010 году в третий раз стал чемпионом Италии, прыгал в высоту на чемпионате Европы в Барселоне — в финал не вышел.
Завершил спортивную карьеру по окончании сезона 2016 года.